# ゼロ戦行進曲
ゼロ戦行進曲（ゼロせんこうしんきょく）は、貝塚ひろしの戦場漫画である。少年漫画誌『週刊少年キング』に1967年（昭和42年）から1968年（昭和43年）まで連載された。

## あらすじ
主人公・南将一は、若き撃墜王である兄の将太郎に憧れ、土浦航空隊の予科練に入隊する。配属された班の班長は、かつての兄の部下であった田沼上飛曹であった。将一はライバルの渡三郎、劣等生の地野茂ら同期の練習生と共に田沼にしごかれながら、軍人としての技能と海軍魂を叩き込まれ、めきめきと上達していく。
一方、出撃を前に実家に立ち寄った兄の将太郎は、母の波江から将一の予科練入隊を聞かされ驚く。出撃を前に一目顔を見ようと将太郎は田沼に打電。田沼は練兵場に練習生を集合させ、将一を叱るふりをして前に出し、土空上空を低空飛行する将太郎に将一の七つボタン姿を見せる。
ある日、練兵場に集合した練習生達は、上官から「神風特別攻撃隊」について知らされる。地野をはじめ練習生達は勇んで志願するが、田沼は一蹴する。その夜、田沼は「貴様達を殺したかねぇッ！」と思わず本音を漏らす。練習生達は厳しい田沼の人情に触れ感涙にむせぶ。
厳しい訓練を重ねた末、適性検査が行われた。しかし、将一と、やはり優秀な練習生であった渡三郎の二人だけが不合格となった。不審に思う二人。その夜、将一と渡は田沼班長に起こされ、ひそかに練兵場に行くよう命じられる。そこには選抜された優秀な「落第生」が集められていた。彼らは田沼の手旗信号でトラックに載せられ、土空を後にする。そのトラックに劣等生の筈の地野が紛れ込んでいた。その後、彼らの戦死が発表されたが、実は彼らは「ひみつ部隊」として航空母艦に搭乗、日夜特殊な訓練を受けていたのであった。
一方、兄の将太郎は南の島に不時着。部下である鼻黒上飛曹、目黒上飛曹らと不遇の日々を送っていたが、ついに島の脱出を決意する。桶を3つつなげた乗り物で漂流していたところを敵機に見つかり襲撃されるが、ひみつ部隊によって救助される。しかし、秘密部隊の隊長である田沼はかつての上官である将太郎に対し、「我々は亡霊。生きた人間とのお付き合いは出来ません。」とすぐにこの船から飛び立つように告げた。離陸後すぐに敵機と遭遇した3機は見事な空中戦を展開し、練習生達に手本を見せたのだった。
その翌日行われた長距離飛行訓練で、将一は敵機と遭遇、片翼を失っても飛べることに感動しつつも燃料切れで海上に墜落。田沼隊長以下の訓練生は将一の戦死に衝撃を受けたが、将一は丁度通りかかった潜水艦に救助されて鹿屋まで送り届けられたのだった。
秘密部隊の航空母艦もやがて敵の知るところとなり、敵襲を受けた田沼隊長は訓練生を待避させた後、「鹿屋へ向かえ。新しい隊長は南将太郎中尉だ。ひみつ部隊の目的は敵のB29を撃滅することにある」と無電で言い残し、母艦と共に壮絶な最期を遂げる。
鹿屋で将太郎や鼻黒達と過ごしていた将一は、無電で秘密部隊の田沼隊長が戦死、生き残った隊員が鹿屋に向かっていることを知る。その日、将太郎は敢えて将一を伴い訓練飛行に出かけるが、そこでB29の編隊に遭遇、数機を撃墜する。将太郎と共に帰還した将一を、既に到着していた地野をはじめ隊員たちは大喜びで出迎えた。それも間もなく、隊員達は硫黄島玉砕を知る。単にB29だけを相手にするだけではだめだと判断した将太郎は、隊をB29攻撃隊、護衛機攻撃隊、用務隊に再編成し、鼻黒に護衛機攻撃隊長、目黒に用務隊長を命じる。
鹿屋基地で、ひみつ部隊は立花少尉をはじめとする神雷特攻隊の搭乗員の面々から色々と嫌がらせを受けるが、将太郎は受け流す。憤る隊員達に、将太郎は「国の為に死んでいこうとする連中に、『俺達は生きて戦うんだ』なんていえるか！」と一喝する。
ある日、将太郎は出撃を翌日に控えた立花少尉からひみつ部隊の保有機を是非神雷隊に譲るように要請され、受諾する。しかし、出撃の直前に将太郎は「神雷特攻隊の道案内は秘密部隊が勤める」と奪還。途中で出会った敵の編隊を見事に全滅させ、目標とする艦隊まで導く。桜花の機上から立花少尉は白いハンカチを振り、感謝の意を表しながら笑顔で突撃していった。
その帰途、ひみつ部隊はまたも敵の大編隊と遭遇。大激戦となり、将一の親友である地野以下4名が戦死。しかし、地野の機は故障していた上に、地野機が狙われていたことを渡が見て見ぬ振りをしたのだ。すさまじい怒りにかられた将一は渡に決闘を挑み、撃墜寸前まで追い詰めるが結局は許したのであった。
その後戦局は悪化。鹿屋基地には毎日のように特攻隊員達が飛来した。ある日、予科練の同期生達が特攻隊員として飛来し、将一や渡と再会を果たす。そこで将一は同期と共に特攻出撃をすることを決意、宣言する。それを陰で聞いていた将太郎は、その夜将一を料亭に呼び出し、「今夜は兄弟に戻ってゆっくり語り明かそう。」と酒を勧める。将太郎の目的は、将一を酔わせて翌朝の出撃に遅刻させることにあった。
泥酔して寝ていた将一を、戦闘服を着た渡が叩き起こし、「貴様の代わりに南隊長が特攻出撃をする。目黒さんや鼻黒さんまで一緒にだ!」と告げる。二人が表に飛び出ると、既に特攻隊は飛び立った後であった。泣きながら後を追う二人。何とすぐそばには母の波江がいた。しかし、将一の決心を揺るがせてはならないと、将太郎を静かに見送り、将一には会わずにその場を後にするのであった。
やがて将一も特攻隊員として出撃して行った。

## 登場人物
南　将一（みなみ　しょういち）
主人公。土浦の予科練に練習生として入隊。厳しい田沼班長にしごかれながらめきめきと成長。何かと問題を起こしては渡にいじめられる地野をかばう男気もあった。適性検査では謎の不合格となったが、実は優秀な成績が認められてひみつ部隊の隊員に選抜されていたのであった。土空を去って航空母艦に搭乗、洋上にて日夜厳しい訓練を受ける。鹿屋基地に移ってからはひみつ部隊のB29攻撃隊の一員として、B29の空襲から本土を守る為に活躍、戦果を挙げた。普段は冷静沈着だが、時として激情にかられてとんでもない行動に出、鹿屋での隊長となった兄の将太郎から激しく叱責されることもあった。ひみつ部隊がその役割を失ってからは特攻隊として出撃、戦死。
地野　茂（ちの　しげる）
土浦の予科練で将一の同期生。何をやってもだめで他の訓練生の足を引っ張ることも多く、田沼班長からはしばし精神棒や鉄拳制裁を受けていた。深夜、土空を後にするトラックに紛れ込み、勝手に秘密部隊の一員となってしまう。訓練の成果もあって技術は上達する。鹿屋では将一と同様B29攻撃隊に配属されているが、神雷特攻隊出撃の際に故障している機体を巧みに操りながら攻撃目標まで送り届けた帰途、敵編隊と激戦、銃撃を受けて深傷を負い、敵の爆撃機に体当たりして壮絶な最期を遂げる。
渡　三郎（わたり　さぶろう）
土浦の予科練で将一の同期生。プライドが高く、ドライな性格で、将一に強烈なライバル意識を持つと同時になにかにつけて地野をいじめる。また、士官学校を受けたいと田沼班長に申し出て張り飛ばされる。将一と同様にひみつ部隊の隊員に選抜される。鹿屋に移ってからは対護衛機隊に配属される。地野の戦死の際は、見殺しにしたと激怒した将一と決闘に及び、撃墜寸前まで追い込まれた末に許される。以来はごく普通の戦友となる。
田沼上飛曹（たぬまじょうひそう）
土浦駅で予科練の練習生を迎え、いきなり駆け足を命じる。初日は終始にこにことしていたが、翌日からがらりと人が変わり、不謹慎な態度をとった地野らに精神棒の洗礼を与える。その後も厳しい訓練と体罰で練習生達にとっては鬼のような存在であったが、一方で部下思いの一面もあった。適性検査の合否発表の夜、ひみつ部隊に選抜された練習生達を率いて土浦を去り、ひみつ部隊の隊長として航空母艦に搭乗、訓練の指揮を執る。最後は敵編隊に発見され、隊員を避難させた後に母艦と共に壮絶な戦死。
南将太郎（みなみ　しょうたろう）
将一の実兄。海軍中尉。若き撃墜王との異名をとる優秀なパイロット。鹿屋ではひみつ部隊の生き残りを率いて活躍。実兄なるが故に将一には特に厳しく接していたが、最後は兄弟に戻って歓談。しかしそれは将一の代わりに特攻出撃するためだった。
鼻黒上飛曹（はなぐろじょうひそう）
将太郎とは死ぬも生きるも一緒と言う仲。ひみつ部隊では対護衛機攻撃隊を率いる。最後は将太郎と共に特攻出撃。
目黒上飛曹（めぐろじょうひそう）
鼻黒と共に将太郎とは常に一緒。南の島では食料調達を得意とし、他にも無線など後方支援に長けていた。ひみつ部隊では雑用係のような用務隊の指揮をしぶしぶ引き受けるが、実戦では鼻黒と共に護衛機相手に戦う。最後は鼻黒同様、将太郎と共に特攻出撃。
南　波江（みなみ　なみえ）
将太郎、将一の母。軍人の母らしく常に毅然としている。
田沼エミ子
田沼上飛曹の妹。鹿屋在住。